# Killingskär (söder Vårdö, Åland)
Killingskär är en ö i Åland (Finland). Den ligger i Skärgårdshavet och i kommunen Vårdö i landskapet Åland, i den sydvästra delen av landet. Ön ligger omkring 25 kilometer öster om Mariehamn och omkring 250 kilometer väster om Helsingfors.
Öns area är 5,6 hektar och dess största längd är 430 meter i öst-västlig riktning.